# Agaocnemis pruina
Agaocnemis pruina is een keversoort uit de familie bladsprietkevers (Scarabaeidae). De wetenschappelijke naam van de soort is voor het eerst geldig gepubliceerd in 1918 door Moser.